# Neuraeschna titania
Neuraeschna titania là loài chuồn chuồn trong họ Aeshnidae. Loài này được Belle mô tả khoa học đầu tiên năm 1989.